# استان روسنیان
روتخنگان استان (به لهستانی:  Ruthenian Voivodeship) یک استان‌ در پادشاهی لهستان است که در Lesser Poland Province of the Polish Crown واقع شده‌است.